# Kader Attias
Pour les articles homonymes, voir Attias.
Kader Attias est un artiste plasticien belge.

## Son œuvre
- août 2007 : Drapeau, 2007, une installation présentant un drapeau noir flottant dans un air immobile ou au gré d'un vent artificiel, exposée dans l' Expérience Pommery#4, exposition organisée par Daniel Buren, regroupant des œuvres de 37 artistes plasticiens dans les caves des crayères de la Maison de champagne Pommery à Reims.